# Controversia antinomiana
La Controversia antinomiana, o Controversia de gracia libre, fue una controversia religiosa y política en la Colonia de la Bahía de Massachusetts desde 1636 hasta 1638. La mayoría de los ministros y magistrados de la colonia se oponían a la teología de gracia libre del ministro puritano John Cotton. Los defensores de gracia libre más notables, con frecuencia llamados los «antinomianos», fueron la carismática Anne Hutchinson, su cuñado el reverendo John Wheelwright y el joven gobernador de la colonia Henry Vane. La controversia fue un debate teológico acerca del «pacto de gracia» y el «pacto de obras».
Históricamente, Anne Hutchinson es colocada en el centro de la controversia como una mujer decidida en el movimiento puritano, que había crecido bajo el consejo religioso de su padre Francis Marbury, maestro y clérigo anglicano. En Inglaterra, abrazó la opinión religiosa del ministro puritano John Cotton, quien se convirtió en su mentor; Cotton fue obligado a salir de Inglaterra, y Hutchinson lo siguió a Nueva Inglaterra.
En Boston, Hutchinson tenía influencia entre las mujeres del asentamiento y las recibía en su casa para discusiones sobre los sermones semanales. Ocasionalmente, a estas reuniones se unieron hombres como Henry Vane el joven gobernador de la colonia. Durante las reuniones, Hutchinson criticaba a los ministros de la colonia, acusándolos de predicar «un pacto de obras» en lugar del «pacto de gracia» defendido por el reverendo Cotton. Los ministros ortodoxos de la colonia se reunieron con Cotton, Wheelwright y Hutchinson en el otoño de 1636. No lograron un consenso, y las tensiones religiosas aumentaron.
Para aliviar la situación, se anunció un día de ayuno y penitencia el 19 de enero de 1637. Sin embargo, Cotton invitó a Wheelwright a hablar en la iglesia de Boston durante los servicios ese día, y su sermón creó un furor que amplió la división. Wheelwright fue acusado por la corte de desprecio y sedición, pero no fue sentenciado. Sus partidarios, por la mayoría de la iglesia de Boston, circularon una petición en su nombre.
La controversia religiosa tuvo efectos inmediatos. Durante la elección de mayo de 1637, los defensores de la gracia libre sufrieron dos retrocesos importantes cuando John Winthrop derrotó a Vane en la elección gubernativa, y los magistrados que apoyaban a Hutchinson y a Wheelright fueron derrotados. Vane volvió a Inglaterra en agosto de 1637. En la corte de noviembre de 1637, Wheelwright fue sentenciado al destierro, y Anne Hutchinson fue juzgada. Se defendió bien contra el fiscal, pero afirmó en el segundo día de su audiencia que poseía la revelación personal de Dios, y profetizó la ruina en la colonia. Fue acusada de desprecio y sedición, y fue desterrada de la colonia. Su salida de la colonia terminó la controversia. Los eventos de 1636 a 1638 son vitales para el emprendimiento de la sociedad y religión de las colonias tempranas de Nueva Inglaterra.

## Antecedentes
El antinomianismo literalmente significa ‘estar en contra de la ley’, y fue un término usado por los críticos de los colonos de Massachusetts, quienes apoyaban la predicación de «gracia libre». El término implicaba el comportamiento inmoral y heterodoxo, fuera de los límites de la ortodoxia religiosa. Los defensores de gracia libre también fueron llamados anabaptistas y familistas, grupos considerados heréticos en Nueva Inglaterra. John Winthrop usó todos estos términos en su cuenta de la controversia llamada Cuento Corto.
El conflicto inicialmente se trataba de una diferencia de opiniones acerca de «obras religiosas» o el comportamiento, y la presencia y papel del Espíritu Santo. Por ejemplo, la mayoría puritana consideraba que la salvación individual es demostrada por comportamiento justo, o «buenas obras», mientras que los antinomianos argüían que la condición espiritual del individuo no afectaba su comportamiento externo. Sin embargo, el debate cambió rápidamente, cuando los antinomianos empezaron a decir que la revelación personal era equivalente a la Escritura, bajo la influencia del aprendizaje de Anne Hutchinson, mientras que la mayoría puritana creía que la Biblia era la autoridad final, más importante que cualquier opinión personal.
Winthrop había dado el primer aviso público de este problema hacia el 21 de octubre de 1636, y ocupó a él y a los líderes de la colonia de la bahía de Massachusetts durante la mayor parte de los dos años siguientes. Escribió en su diario: Una señora Hutchinson, una miembro de la iglesia en Boston, una mujer de ingenio listo y espíritu audaz, trajo consigo dos errores peligrosos: 1. Que la persona del Espíritu Santo more dentro de una persona justificada. 2. Que ninguna santificación [obras] pueda ayudar a demostrar nuestra justificación. Entonces elaboró estos puntos. Esto es considerado el inicio de la Controversia Antinomiana, la que más recientemente se llama la Controversia de Gracia Libre.

## Defensores de «gracia libre»
Anne Hutchison pasó a estar cerca del centro de la controversia. Emery Battis sugiere que ella instó «una tempestad teológica que sacudió hasta los fundamentos de la joven colonia  de Massachusetts. John Wheelwright, familiar de Hutchinson por el matrimonio, también fue involucrado íntimamente». Fue un ministro con un «comportamiento vigoroso y polémico».  Escritores tempranos culpaban la mayoría de las dificultades a Hutchinson y Wheelwright, pero el ministro bostoniano John Cotton y el magistrado Henry Vane también eran cómplices en la controversia.
Cotton había sido mentor a Hutchinson, y los otros ministros de la colonia sospechaba a él y a sus parroquianos debido a sus enseñanzas sobre la importancia relativa del comportamiento externo del cristiano. Vane fue un aristócrata joven quien trajo su propia teología poca convencional a la colonia, y posiblemente animó a Hutchinson a guiar las mujeres de la colonia y desarrollar su propia teología heterodoxa. Eventualmente, Hutchinson y Wheelwright fueron desterrados de la colonia con muchos partidarios, y Vane salió a Inglaterra durante el punto crítico de la controversia. Cotton, sin embargo, fue pedido a permanecerse en Boston, donde siguió ministrando hasta su muerte.

### Anne Hutchinson
Anne Hutchinson (1591-1643) fue hija de Francis Marbury, un maestro y clérigo anglicano en Inglaterra con tendencias puritanas. Como niña estaba rodeada de teología, pero como muchacha desconfiaba de los sacerdotes de la Iglesia de Inglaterra, quienes parecían no comportarse conforme a sus principios. Su opinión religiosa se acercaba al ateísmo cuando alegó oír la voz de Dios.  Desde entonces, la voz interna era la fuente de su orientación.
Hutchinson se convirtió en seguidora de John Cotton, quien predicaba en la iglesia de San Botulfo en Boston, Lincolnshire, a unos 34 kilómetros de su pueblo natal de Alford, Lincolnshire, en Inglaterra oriental. Es verosímil que Cotton la enseñó a cuestionar la predicación de la mayoría de los clérigos ingleses de principios del siglo XVII.
Poco después de su llegada a Boston en el Nuevo Mundo, Hutchinson empezó a invitar a mujeres a su casa para discutir sermones recientes y teología dos veces a la semana. Se reunían en estos conventículos para discutir sermones y escuchar ofrecer a Hutchinson sus explanaciones espirituales, pero también para criticar a ministros de la colonia. Hutchinson empezó a dar su propia opinión sobre la religión, diciendo que una «intuición del espíritu» en lugar de comportamiento externo era la única indicación de que Dios había elegido a alguien. Su opinión teológica era muy distinta de la de la mayoría de los ministros de la colonia.  
Los seguidores de Hutchinson no tardaron en incluir a Henry Vane, el gobernador de la colonia, y mercantes y artesanos atraídos por la idea que el comportamiento externo no influye la posición con Dios. El historiador Emery Battis escribe: Dotada de un raro magnetismo tuvo, hasta su caída, adeptos leales que superaban mucho en número a sus enemigos, y las autoridades debilitaron su influencia en la comunidad sólo por maniobra hábil.

#### Creencias
Hutchinson modificó las enseñanzas de Cotton sobre el Espíritu Santo, y «se consideraba una participante mística en el poder trascendente del Dios Todopoderoso». Su teología de revelación personal y directa se oponía a la creencia que la Biblia era la última autoridad de revelación divina, la que era una creencia básica en las doctrinas reformadas de los colonos ingleses. También adoptó la opinión de Cotton de que obras, comportamiento, y crecimiento personal no son demostraciones válidas de salvación. Fue más allá de esto, sin embargo, y apoyaba opiniones más radicales, devaluando el mundo material y sugiriendo que una persona puede unirse con el Espíritu Santo. También abrazaba la idea heterodoxa del mortalismo, la creencia de que el alma muere cuando muere el cuerpo, y se creía una profetisa. Había profetizado que Dios destruiría Inglaterra, y profetizó durante su juicio que Dios destruiría Boston.

#### Antecedentes a la lucha teológica
Hutchinson cuestionó una enseñanza principal de los protestantes por alegar recibir revelación directa igual en la autoridad a la Escritura. La teología ortodoxa decía que la Biblia tenía la última autoridad, no la revelación personal, una posición llamada sola scriptura. También enseñaba que la libertad cristiana permitía que un cristiano ignorara las enseñanzas bíblicas, directamente oponiéndose a las enseñanzas de la fe reformada.
La lucha entre Hutchinson y los magistrados fue un eco de una lucha mayor por todo el mundo cristiano entre los que creían en revelación directa, personal, y continua de Dios (el anabaptismo) y los que creían que la Biblia representaba la autoridad final sobre la revelación (el calvinismo, el luteranismo y el anglicanismo). El primer grupo consideraba las revelaciones continuas iguales en la autoridad con la Escritura, mientras que el segundo grupo consideraba la Escritura completamente autoritativa.
El núcleo del debate fue donde yace la máxima autoridad. La Iglesia católica creía que la máxima autoridad yacía tanto en la Escritura como en la Iglesia. La revelación general se acabó en el fin de la época apostólica, y «la verdad llena de revelación se contiene en la doctrina de los apóstoles»; esto, en la enseñanza católica, se preserva en la iglesia «no falsificada mediante la sucesión ininterrumpida de los obispos». En contraste, los reformadores alegaban que la autoridad yacía en la Escritura sola. En vista de esto, la aserción de Hutchinson que recibió revelaciones autoritativas que otros cristianos debían obedecer no era un asunto de género: más bien, fue un punto doctrinal de discordia. Muchos reformadores ingleses fueron martirizados por defender doctrinas como sola scriptura, incluyendo a Hugh Latimer y Nicholas Ridley.

Veinte años después de la controversia antinomiana, en 1659, el teólogo puritano John Owen escribió una crítica de otro movimiento conocido como los cuáqueros. Las palabras iniciales de Owen en Una Defensa de la Escritura Sagrada en contra de los Fanáticos muestran las creencias de los reformados sobre la autoridad y suficiencia de la Escritura: 
Las Escrituras son la regla resuelta, ordinaria, perfecta, y inquebrantable para el culto divino y obediencia humana, de tal modo que no hay cupo para otra, y no hay ámbito para nuevas revelaciones con las que hombre pudiere ser mejor informado del conocimiento de Dios y de nuestros deberes obligados.
 En este contexto reaccionaron los magistrados a la reclamación de Anne Hutchinson de recibir revelaciones divinas y autoratativas.

### John Wheelwright
Otro actor destacado que tomó el lugar de los antinomianos fue el cuñado de Hutchinson John Wheelwright, quien ya había llegado a Nueva Inglaterra en mayo de 1636 cuando se iniciaba la controversia. Wheelwright tenía un índole polémico, y era pastor de una iglesia cerca del pueblo natal de Hutchinson, Alford. Se graduó de Sidney Sussex College, Cambridge, recibiendo un bachillerato en 1615 y su grado de maestría en 1618. Un amigo y colega fue Oliver Cromwell, quien más tarde sería el Lord Protector de Inglaterra.  Después de la universidad, Wheelwright fue ordenado como diácono y sacerdote de la Comunión anglicana.  Primero se casó con Mary Storre, hija del vicario de Bilsby; se convirtió en el vicario de Bilsby tras la muerte de su suegro en 1623, y tenía este cargo por diez años. Su esposa se murió en 1629 y fue enterrada el 18 de mayo en Bilsby, y pronto se casaría con Mary Hutchinson. Mary fue hija de Edward Hutchinson de Alford, y hermana de William Hutchinson, el esposo de Anne Hutchinson.
En 1633, Wheelwright fue suspendido de su posición en Bilsby. Su sucesor fue elegido en enero de 1633, cuando Wheelwright intentó vender su ministerio en Bilsby de vuelto a su patrocinador para ganar fondos para viajar a Nueva Inglaterra. En lugar de procurar los fondos necesarios, fue declarado culpable de simonía (la venta de cargos eclesiales).  Más tarde predicó en Belleau, Lincolnshire pero pronto fue silenciado por sus tendencias puritanas, y continuó haciendo planes de emigrar de Inglaterra. Como John Cotton, Wheelwright predicaba un mensaje de «gracia libre», rechazando la idea de que la salvación es demostrada por las obras. Zarpó a Nueva Inglaterra a principios de la primavera de 1636, y fue dado la bienvenida en Boston.

### John Cotton
El tercer cómplice en la controversia fue John Cotton, un ministro cuya opinión teológica defería de la de otros ministros en Nueva Inglaterra. Sufrió por intentar permanecer alentador hacia su discípula Hutchinson, mientras que mantenía una actitud conciliadora hacia sus colegas.

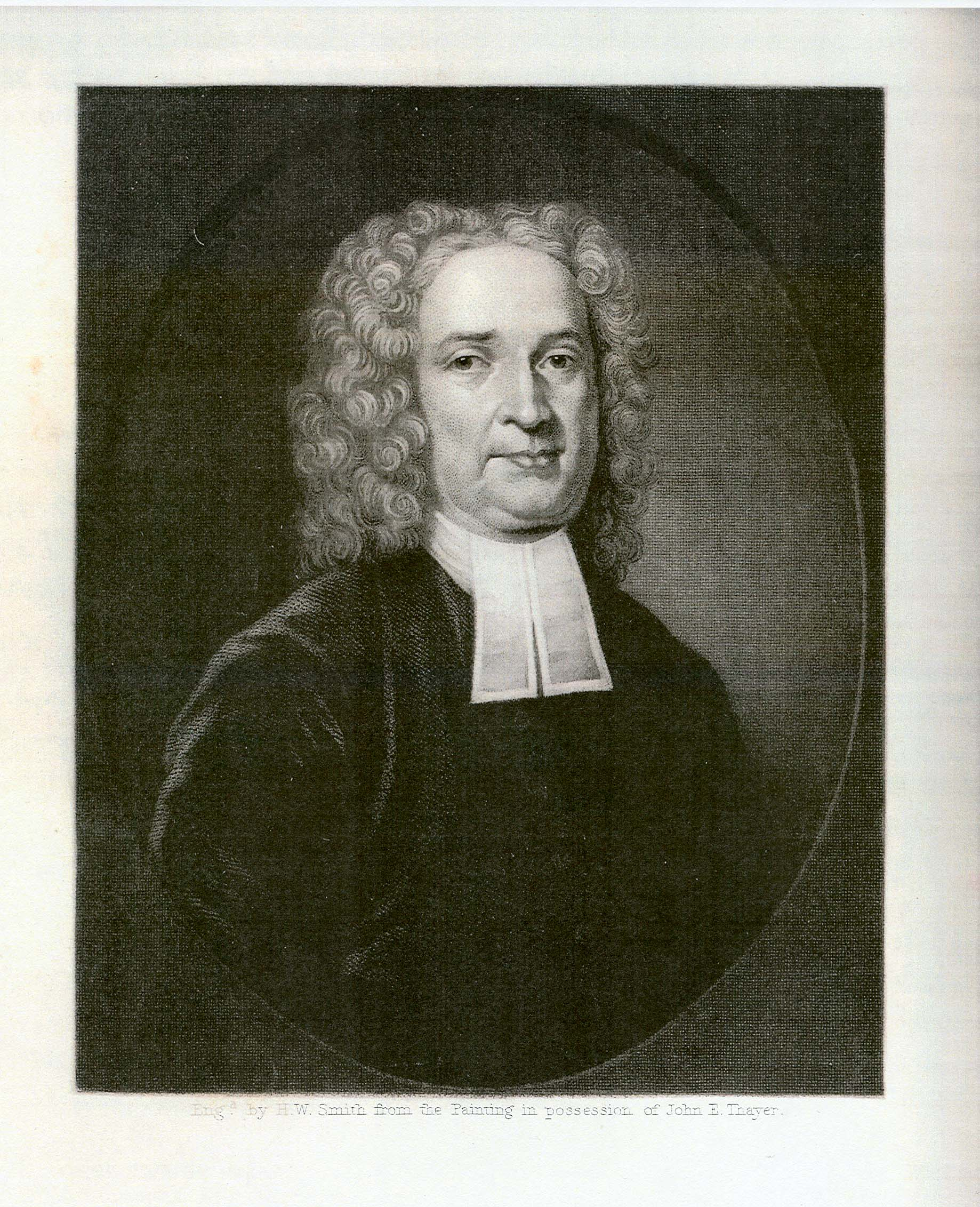
John Cotton fue el mentor de Hutchinson

En 1612, Cotton salió de su cargo como tutor en Emmanuel College, Cambridge y fue nombrado ministro en la iglesia de San Batolfo en Boston, Lincolnshire. Tenía 27 años, pero fue considerado uno de los puritanos principales de Inglaterra debido a su predicación erudita y vigorosa. Su teología fue influenciada por el puritano inglés Richard Sibbes, pero sus principios básicos eran de Juan Calvino. Una vez escribió: He leído a todos los padres, y a los académicos y a Calvino también, pero descubro que Calvino los contiene todos.
Para 1633, la tendencia de Cotton hacia las prácticas puritanas había atraído la atención de William Laud, quien era en una misión de suprimir predicación y prácticas no conformes a los principios de la Iglesia anglicana. En ese año, Cotton fue despedido de su ministerio, amenazado con el encarcelamiento, y obligado a esconderse. Rápidamente partió hacia Nueva Inglaterra a bordo de la barca Griffin, llevando consigo su esposa embarazada. Ella dio a luz a bordo de la barca, y nombraron a su hijo Seaborn (‘Nacido en el Mar’).
Cotton fue dado una bienvenida y había sido invitado personalmente a la colonia por el Gobernador Winthrop.  Una vez establecido en Boston, su evangelismo entusiasta instó un despertamiento religioso en la colonia, y hubo más conversiones durante sus primeros seis meses en la labor pastoral que en todo el año anterior.

### Henry Vane

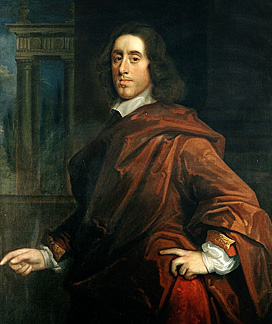
Henry Vane el joven

Henry Vane fue un aristócrata joven y posiblemente la persona más socialmente prominente que hubiera llegado a la colonia en los 1630.  Nació en 1613 a Henry Vane el viejo, un consejero privado de Carlos I por eso uno de los hombres más poderosos de Inglaterra.  El joven Vane recibió una experiencia religiosa intensa durante su adolescencia que lo puso seguro de su salvación, y sus creencias resultantes no se amoldaban a la Iglesia anglicana. Vino a Nueva Inglaterra con la bendición de William Laud, quien pensaba que sería un buen sitio para quitarle el puritanismo.  Tenía 22 años cuando llegó a Boston el 6 de octubre de 1635, y su devoción, rango social, y índole lo dieron un ambiente de grandeza. Winthrop lo llamó un «caballero».
Vane se convirtió en un miembro de la iglesia de Boston el 1 de noviembre de 1635, y recibió el honor de sentarse en la banca del magistrado en el centro de reuniones, al lado de Winthrop. En enero de 1636, Vane emprendió la arbitración de una disputa entre Winthrop y el magistrado Thomas Dudley, y fue elegido gobernador de la colonia en mayo, a pesar de su juventud y inexperiencia.  Construyó una extensión en la casa de Cotton, donde vivía mientras en Nueva Inglaterra, y «fue profundamente embelesado por las posibilidades radicales en la teología de Cotton».  El historiador Michael Winship dice que fue Vane quien animó a Hutchinson a crear sus propios conventículos y participar en su radicalismo teológico.  Escribe que Vane tenía un gusto para especulación teológica poca convencional, y fue «este gusto que profundamente alteró la dinámica espiritual en Masschusetts. Causó que John Cotton, después de un cuarto de siglo de juguetear con el extremismo y poder mantenerse a pie, hiciera su primer tambaleo serio». y que la llegada de Vane «impulsó a Anne Hutchinson hacia el foco público» Con frecuencia se desatiende el papel de Vane, pero Winship supone que él fue posiblemente la razón más importante que la controversia se pusiera tan grave.

## Eventos
La Controversia antinomiana empezó con unas reuniones de los ministros de la colonia de Massachuestts en octubre de 1636, y duró por 17 meses, terminando con el juicio eclesial de Anne Hutchinson en marzo de 1638.  Sin embargo, había signos de su ascenso mucho antes de 1636, y sus efectos duraron por más de un siglo. Las primeras insinuaciones de tensión religiosa en Inglaterra llegaron a finales del verano de 1634 a bordo del Griffin, cuando Anne Hutchinson zarpó de Inglaterra a Nueva Inglaterra con su esposo y 10 de sus 11 niños vivos. El reverendo Zechariah Symmes predicó a los pasajeros a bordo del buque y, después de los sermones, Hutchinson le preguntó específicamente sobre la gracia libre. En Inglaterra, Hutchinson había criticado a ciertos clérigos a quien Symmes estimaba, y sus preguntas lo hicieron dudar de su ortodoxia.  El esposo de Anne Will fue aceptado inmediatamente en la congregación de la iglesia de Boston, pero la membresía de Hutchinson fue retrasada por una semana debido a las preocupaciones de Symmes.
Para la primavera de 1636, John Cotton fue el foco de los otros cleros de la colonia.  Thomas Shepard, el ministro de Newtown (el contemporáneo Cambridge), escribió una carta a Cotton y lo avisó de las opiniones extrañas circuladas por los parroquianos de Boston. Sheperd también estaba preocupado por la predicación de Cotton y algunos de los puntos de su teología.

### Reuniones de los ministros
En octubre de 1636, los ministros se enfrentaron a la cuestión de opiniones religiosas y se reunió en privado con Cotton, Hutchinson y Wheelwright.  Algunos ministros habían oído de que Hutchinson los consideraba ministros incapaces del Nuevo Testamento. En privado, admitió que era esencialmente su opinión, y que pensaba que Cotton solo predicó con el «sello del Espíritu». A pesar de estas antipatías privadas, el resultado de la reunión era propicio y los partidos estaban de acuerdo. Cotton dio la satisfacción a los ministros de que las buenas obras (llamadas «santificación» por los puritanos) sí proveían una demostración externa de gracia interna, y Wheelwright estaba de acuerdo también.  Sin embargo, los efectos de la conferencia era efímera porque una mayoría de los miembros de la iglesia de Boston estaban de acuerdo con las ideas de «gracia libre» de Hutchinson, y querían que Wheelwright se convirtiera en el segundo pastor de la iglesia junto con Cotton. La iglesia ya tenía un pastor, John Wilson, quien no apoyaba a Hutchinson. Wilson fue amigo del fundador de Boston John Winthrop, quien fue un laico en la iglesia. Winthrop aprovechó de una regla que requería la unanimidad en votos en la iglesia, por eso podía impedir el nombramiento de Wheelwright.  Wheelwright en lugar fue permitido a predicar en Mount Wollaston, una parte de Boston pero a eso de 16 kilómetros de la iglesia de Boston.
En diciembre de 1636, los ministros se reunieron una vez más, pero esta reunión no producía acuerdo. Cotton arguía que manifestaciones externas de la salvación era esencialmente un «pacto de obras».  Las diferencias teológicas habían empezado a repercutir en las políticas de la colonia, y el gobernador de Massachusetts Henry Vane (un admirador de Hutchinson) anunció su renuncia a la sesión especial de los diputados. Su razonamiento era que el juicio de Dios «caería sobre nosotros para estas diferencias y disensiones» Los miembros de la iglesia de Boston persuadió a Vane a revocar su renuncia, mientras que la Corte General empezó a debatir sobre quien era culpable por los problemas de la colonia.  La Corte General era muy dividido, como los demás colonos, y exigió un ayuno general para tomar lugar el 19 de enero con la esperanza de que tal penitencia restauraría la paz.

### El sermón de Wheelwright en el día de ayuno

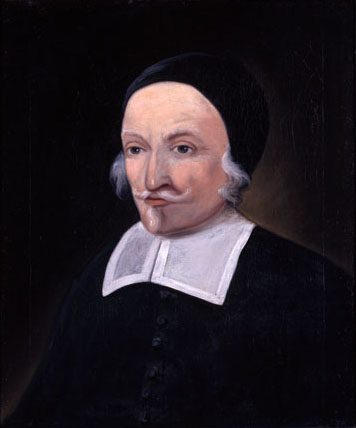
El sermón de John Wheelwright en el día del ayuno avivó la controversia.

John Wheelwright estaba asistiendo servicios en la iglesia de Boston durante el día asignado de ayuno, y fue invitado a predicar durante la tarde. Su sermón podía haber sido benigno para el común escuchador, pero los ministros de la colonia lo hallaron censurable. En lugar de traer la paz, el sermón avivó la controversia y, en las palabras de Winthrop, Wheelwright «arremetió contra todos los que estaban en un pacto de obras, como lo describió, eso es, los que mantienen la santificación como evidencia de justificación y los llamó anticristos, y provocó a la gente en contra de ellos con mucha amargura y vehemencia». El sermón animó a los partidarios de Hutchinson, quienes intensificaron su cruzada contra los «legalistas» en el clero. Durante servicios y lecturas, públicamente preguntaron a los ministros sobre sus doctrinas con que no estaban en acuerdo.
La próxima vez que la Corte General se reunió, el 9 de marzo, Wheelwright fue citado para responder por su sermón.  Lo declaró culpable del desprecio y la sedición por haber «fomentado y aumentado deliberadamente» la amargura en la colonia. El voto no tuvo éxito sin lucha, y los amigos de Wheelwright protestaron formalmente. La iglesia de Boston favorecía a Wheelwright en el conflicto y «presentó una petición en su nombre, justificando el sermón del Sr. Wheelwright», y 60 personas firmaron esta protesta contra la condena.

### Elección de mayo de 1637
La corte rechazó todas las protestas sobre la condena de Wheelwright. El gobernador Vane intentó impedir que la Corte celebrara su próxima sesión en Newtown, donde temía que el partido ortodoxo tendría más oportunidad de éxito que en Boston, pero fue invalidado.  En su diario, Winthrop anotó la excitación y tensión del día de elecciones, el 17 de mayo. Vane quería leer una petición en defensa de Wheelwright, pero el partido de Winthrop insistió en que las elecciones tomen lugar antes, y entonces podía presentar las peticiones.  Después de debate, la mayoría de los hombres libres querían proceder con la elección, y finalmente eligió a Winthrop gobernador en lugar de Vane. Cuando los magistrados fueron elegidos, los que apoyaban a Wheelwright no fueron reelegidos.
La Corte también promulgó una ley que prohibía el alojamiento de extranjeros en la colonia por más de tres semanas sin permisión de la Corte. Según la opinión de un escritor moderno, Winthrop consideraba que esta etapa era necesaria para prevenir que nuevos inmigrantes se añadan a los antinomianos. La nueva ley fue puesta a prueba cuando el hermano de William Hutchinson, Samuel, llegó con unos amigos de Inglaterra. No recibieron el privilegio de asentarse en la Colonia, a pesar de las protestas de Vane sobre la ley de Winthrop. Vane ya se había cansado, y abordó una barca el 3 de agosto y partió hacia Inglaterra para no volver.  Sin embargo, mantenía sus relaciones íntimas con las colonias, y muchos años más tarde Winthrop lo llamaría «un amigo verdadero de Nueva Inglaterra».

### Sínodo de 1637
La controversia continuó intensificándose y los ministros convocaron un sínodo en Newtown el 30 de agosto en esperanzas de resolver algunas disputas teológicas. Un asunto importante fue la identificación y refutación de los errores de los antinomianos, una lista de 90 puntos, aunque muchos eran repetitivos. La otra tarea importante fue enfrontarse a los varios problemas del orden en la iglesia que se habían expuesto durante la controversia.  Después de tres semanas, los ministros sintieron que tenían mejor control de las doctrinas y el orden de la iglesia, aplazando el sínodo el 22 de septiembre.
Los ministros habían encontrado acuerdo, pero los defensores de la gracia libre continuaron enseñando y causó que un estado de disensión se difundiera por toda la colonia. Winthrop se daba cuenta de que «dos partidos tan opuestos no podían caber en el mismo cuerpo, sin peligro aparente de ruina para todos».  Las elecciones de octubre de 1637 produjeron una gran rotación de los diputados en la Corte General. Solo 17 de los 32 diputados fueron reelegidos, porque se consideraban necesarios los cambios en muchos pueblos de la colonia.  Boston siguió representándose con defensores fuertes de la Gracia Libre; dos de sus tres diputados (William Aspinwall y William Coddington) fueron reelegidos, mientras que John Coggeshall fue elegido por primera vez.  Los diputados de la mayoría de los otros pueblos se oponían a los defensores de la gracia libre.

### Corte de noviembre de 1637
La sesión siguiente de la Corte General inició el 2 de noviembre de 1637 en la casa de reuniones en Spring Street en Newtown. La primera tarea de la corte fue examinar los credenciales de sus miembros; Aspinwall fue citado e identificado como un firmador de la petición para Wheelwright. Por una moción y a mano alzada, fue despedido de la Corte. Esto trajo una gran reacción de Coggeshall, un diácono de la iglesia de Boston y un diputado, y también fue despedido de la corte a mano alzada. Bostonianos resentían la actitud dominante de Winthrop, pero estaban dispuestos a sustituir a los dos diputados con William Colburn y John Oliver, dos defensores de Hutchinson y Wheelwright.
Uno de los primeros órdenes del día ese lunes fue tratar con Wheelwright, cuyo caso fue aplazado por Winthrop con esperanzas de que Wheelwright vería el error de su opinión.  Wheelwright se mantenía firme, negando culpabilidad de los cargos contra él, y afirmando que «había emitido nada sino la verdad de Cristo». Winthrop describió la colonia como pacífico antes de la llegada de Wheelwright, y mostró que cosas se habían deteriorado después de su sermón en el día de ayuno: Boston se negó a participar en la Guerra pequot, el Pastor Wilson era menospreciado con frecuencia, y la controversia surgió en las reuniones ciudadanas.  Wheelwright permaneció firme en su comportamiento, pero no fue sentenciado cuando la corte se aplazó por la tarde.
John Oliver fue identificado el martes, el segundo día de los procedimientos, como un firmador de la petición, y por eso no se le permitió sentarse en la Corte, dejando Boston con solo dos diputados.  Después de más discusión sobre Wheelwright, la corte lo declaró culpable de preocupar la paz civil, de tener opiniones corruptas y peligrosas, y de comportamiento despectivo hacia los magistrados. Fue sentenciado a la pérdida del voto y destierro de la colonia, y fue dado dos semanas para salir de la jurisdicción.
Coggeshall fue el siguiente citado, y fue cargado con una variedad de errores «como uno que tuvo un papel clave en todas las recientes perturbaciones de nuestra tranquilidad pública».  La corte era dividida sobre el castigo para el magistrado y optó por la pérdida del voto en lugar del destierro. Entonces Aspinwall, el otro diputado despedido de Boston, fue citado por haber firmado y autorizado la petición. A diferencia del más sumiso Coggeshall, Aspinwall era desafiante y la corte lo sentenció al destierro a causa de su comportamiento despreciativo.  Con estos asuntos afrontados, había llegado el momento de que la Corte tratara con Anne Hutchinson.

### Juicio de Anne Hutchinson
Anne Hutchinson no había participado en las protestas políticas de sus aliados en la gracia libre, y la corte solo podía acusarla de «tolerando» a los que sí.  Acusaciones adicionales hechas contra ella se referían a las reuniones semanales en su casa y las declaraciones que había hecho contra los ministros por predicar lo que llamaba un «pacto de tareas».

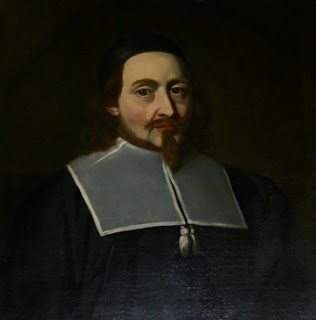
El magistrado John Endecott fue un crítico de Hutchinson durante su juicio.

El gobernador Winthrop sirvió como el fiscal principal y juez en el juicio. Otros magistrados que representaron el fiscal fueron el gobernador diputado Thomas Dudley, John Endecott, Richard Bellingham, Israel Stoughton, Roger Harlakenden, Increase Nowell, Simon Bradstreet, y John Humphrey.  Había ocho ministros presentes en los procedimientos, incluyendo a John Cotton y a John Wilson de la iglesia en Boston.  Hugh Peter vino desde Salem, y Thomas Weld vino de Roxbury como un acusador de Hutchinson. Con él llegó su colega John Eliot, que se oponía a las doctrinas de Hutchinson. George Philips vino de Watertown, Zechariah Symmes de Charlestown, y Thomas Shepard de la iglesia en Newtown, donde tuvo lugar la corte.
Winthrop interrogó mucho a Hutchinson sobre su asociación con los que habían causado los problemas en la colonia, y sobre las reuniones que organizó en su casa, pero Hutchinson impidió su empuje investigativo por contestar sus preguntas con preguntas y corresponder la Escritura con la Escritura.  Entonces Dudley intercedió y la enfrentó sobre tener hombres en sus reuniones a casa y «calumniando a los ministros» por decir que habían «predicado un tracto de obras, y solo el Sr. Cotton un tracto de gracia». Sobre este último cargo, Dudley añadió: dijiste que no eran ministros capaces del Nuevo Testamento, pero sólo el Sr. Cotton! Esta última aserción causó que Hutchinson se pausara, porque sabía lo que había dicho y a quién. Según las interpretaciones modernas de Emery Battis, había asumido que sus declaraciones eran confidenciales y privadas durante las reuniones con los ministros en octubre de 1636.
Ella dijo: Una cosa es aparecerme antes un tribunal de magistrados público y decir allí lo que me quieran decir, y es otra cosa cuando hombre me acerque en una manera privada de amistad.  La defensa de Hutchinson era que había hablado a regañadientes y en privado, y que «debo hablar lo verdadero o lo falso en mis respuestas» en el contexto ministerial de la reunión. Sin embargo, la corte no estableció una diferencia entre declaraciones públicas y privadas.
Durante la mañana en el segundo día del juicio, Hutchinson continuó acusando a los ministros de violar su mandato de confidencialidad y de decepcionar la corte sobre su reticencia a compartirles sus pensamientos. Entonces insistió en que los ministros testificaran bajo juramento.  Como asunto de proceso debido, los ministros fueron obligados a jurar, pero acordaron hacerlo, solo si los testigos de la defensa hablara primero. Había tres testigos de la defensa, todos de la iglesia de Boston: el diácono John Coggeshall, el líder laico Thomas Leverett, y el ministro John Cotton.  Los primeros dos testigos no influenciaron mucho la corte. Cuando Cotton testificó, dijo que no recordaba muchos eventos de la reunión de octubre, y intentó suavizar lo que decía Hutchinson. También dijo que los ministros no parecían menos disgustados sobre las declaraciones de Hutchinson en octubre que más tarde.  Dudley reiteró que Hutchinson había dicho a los ministros que no eran ministros capaces del Nuevo Testamento, y Cotton respondió que no recordaba que ella lo había dicho.
Había más discusiones entre Cotton y la Corte, pero el intercambio no fue registrado en la transcripción de los procedimientos. Entonces Hutchinson pidió pidió permiso para «dar [la Corte] el fundamento de lo que sé es cierto». Entonces se dirigió a la Corte su propia opinión, volviéndose tanto didáctica como profética y reclamando que su fuente fue la revelación personal y directa de Dios. Terminó su declaración profetizando: si continúan ustedes en este curso que han iniciado, ocasionarán una maldición en ustedes y su posteridad, y la boca del Señor lo ha dicho. El historiador Emery Battis escribe que Los jueces estaban horrorizados. Ella había desafiado la corte y había amenazado a la mancomunidad con la maldición de Dios.  Cotton intentó defenderla pero los magistrados lo cuestionaron hasta que Winthrop terminara la interrogación. Fue tomado un voto sobre la sentencia de destierro, y solo los dos diputados de Boston restantes disintieron. Winthrop leyó el orden: Señora Hutchinson, la sentencia de la corte que oye es que es desterrada de nuestra jurisdicción por no ser una mujer apta para nuestra sociedad, y será presa hasta que la corte la destierre.

### Después del juicio
Dentro de una semana después de la sentencia de Hutchinson, algunos de sus partidarios fueron citados a la corte y perdieron el voto, pero no recibieron el destierro. Los alguaciles entonces fueron de puerta a puerta para desarmar los que firmaron la petición sobre Wheelwright.  Dentro de diez días estos individuos fueron ordenados a mandar «todos tales armas, pistolas, espadas, pólvora, balas, y cerillas que  posean, o tengan bajo su custodia, so pena de diez libra[s] por cada infracción». Un gran número renunció sus posiciones y «reconoció su error» de firmar la petición cuando se enfrentó a la confiscación de sus armas. Los que se negaron a renunciar sufrieron dificultades, y muchos decidieron abandonar la colonia.  En Roxbury, Philip Sherman, Henry Bull, y Thomas Wilson fueron excomulgados de la iglesia y salieron de la colonia.
Tras su juicio civil, Hutchinson también se enfrontó a un juicio por el clero, y este no podía tomar lugar hasta el siguiente marzo. Entre tanto, no fue permitida a volver a casa, pero fue presa en la casa de Joseph Weld, hermano del reverendo Thomas Weld, en Roxbury, a eso de 3 kilómetros de su casa en Boston. La distancia no era grande, pero no podía ver con frecuencia a sus hijos a causa del invierno severo. Varios ministros la visitaban con frecuencia, la escritora moderna Eve LaPlante alega que vinieron para reformar el pensamiento de Hutchinson y encontrar evidencia en su contra para el juicio eclesial. LaPlante también alega que Winthrop estaba decidido a mantenerla aislada para que no inspirara a otros.
La experiencia fue difícil para John Cotton. Decidió salir de Massachusetts y ir con los colonos a la Colonia New Haven. Esta idea era indeseable para los magistrados, quienes percibían tal salida como una mancha sobre la reputación de la colonia. Cotton fue persuadido a permanecer en Boston, aunque continuaron cuestionándolo por sus doctrinas. Su dilema fue como Wheelwright, pero la diferencia no yacía en sus doctrinas, pero sus personalidades. Wheelwright era polémico y franco, mientras que Cotton era afable y manejable. Wheelwright solía aislarse de los que lo despreciaban; Cotton solía buscar la paz sin comprometer sus principios esenciales, según las opiniones de unos historiadores modernos.
Al exmagistrado de Boston y defensor de Hutchinson William Coddington no le agradaban los juicios, y empezó a hacer planes para su futuro junto con otros afectados por las decisiones de la Corte. Permanecía en buena relación con Winthrop y lo consultó sobre la posibilidad de salir pacíficamente de la colonia. Winthrop ayudaba a persuadir a los otros magistrados. Los hombres no tenían claro adonde ir y contactaron con Roger Williams, quien sugirió que comprasen tierra de los indios a lo largo de la Bahía Narraganset, cerca de su asentamiento en la Plantación Providence. El 7 de marzo de 1638, un grupo de hombres se reunieron en la casa de Coddington y redactaron un pacto. Muchos de los defensores más firmes de Hutchinson y Wheelwright firmaron este documento, incluyendo a John Coggeshall, William Aspinwall, John Porter, Philip Sherman, Henry Bull, y varios miembros de la familia Hutchinson.  Algunos que no se involucraban directamente en los asuntos también pidieron que sean incluidos, como Randall Holden y el médico y teólogo John Clarke.

### Juicio eclesial de Hutchinson
Hutchinson fue citado al juicio eclesial el jueves, 15 de marzo de 1638 después de una detención de cuatro meses en Roxbury, débil y de mala salud. El juicio tomó lugar en su iglesia local de Boston, aunque muchos defensores suyos se habían ido o fueron obligados a silenciarse. Su esposo y otros amigos ya habían salido de la colonia para preparar un nuevo hogar. Los únicos parientes presentes fueron su hijo mayor Edward con su esposa, su hija Faith con su esposo Thomas Savage, y su hermana menor Katharine con su esposo Richard Scott. Los ministros eran prácticamente los mismos del juicio civil, aunque el reverendo Peter Bukley de Concord y el nuevo reverendo John Davenport participaron.
Los ministros reunidos, Thomas Leverett dirigió el examen. Llamó a Hutchinson y leyó los varios errores de los que habían acusado. Lo que seguiría fue una interrogación de nueve horas donde solo discutían cuatro errores. Al fin, Cotton tenía la posición incómoda de amonestar a su discípula. Dijo: Yo lo diría a Dios sí mismo [que] ha sido un instrumento del bueno entre nosotros... la ha dado una comprensión lista, y una habilidad lista para expresarse por causa de Dios Aun así, fue la opinión inmensa de los ministros que las creencia de Hutchinson eran pocas sólidas y superaban lo bueno que ha hecho, y que ponía el bienestar espiritual de la comunidad en peligro. Cotton siguió: Usted no puede evitar el argumento que ese pecado sucio de la comunidad de mujeres; y la reunión promiscua y sucia de hombres y mujeres sin relación de matrimonio occurirán... aunque no he oído, ni pienso, que ha sido infiel a su esposo, esto pasará. Concluyó: Por eso, yo la amonesto, y la acuso en el nombre de Jesucristo, en cuyo lugar estoy... que tristemente considera la mano justa de Dios en contra de usted, la gran herida que ha hecho contra las Iglesias, el gran deshonor que ha hecho contra Jesucristo, y la maldad que ha hecho a muchas almas pobres. Con esto, Hutchinson fue instruida a volver en una semana.
Con el permiso de la corte, Hutchinson fue permitida a pasar la semana en la casa de Cotton, donde el reverendo Davenport también se alojaba. Toda esta semana, los dos ministros trabajaron consigo, y bajo su supervisión escribió una retractación formal de sus opiniones. En la próxima reunión, el 22 de marzo, leyó su retractación a la congregación. Tras más acusaciones, se hizo una propuesta de excomunión, y el silencio de la congregación permitía que la propuesta procediera. Wilson mandó su discurso final: Puesto que usted, señora Hutchinson, transgredió, ofendió, y trastornó la iglesia con sus errores, y ha engañado a varias almas, y ha mantenido sus revelaciones; y puesto que ha mentido... por eso en el nombre de nuestro Señor Jesucristo, la expulso y... le mando a Satanás... y la llamo de ahora en adelante una pagana y publicana... le mando en el nombre de Jesucristo y esta Iglesia retirarse de esta congregación como leprosa.
La amiga de Hutchinson Mary Dyer la rodeó con el brazo y salió con ella. Un hombre al lado de la puerta dijo «Que el Señor te santifique esto a ti», a lo que Hutchinson replicó «Mejor ser expulsada de la iglesia que negar a Cristo».
Con la salida de Hutchinson, se acabó la controversia.

### Destino de Hutchinson
Hutchinson, sus hijos, y los que la acompañaron viajaron por más de seis días a pie en la nieve de abril hacia el asentamiento de Roger Williams en Providence Plantation. Entonces llegaron a barcas a Rhode Island en la bahía Narragansett, donde varios hombres ya habían ido a construir casas. En la segunda semana de abril, Hutchinson reunió con su esposo.  Durante las dificultades de construir el nuevo asentamiento, el esposo de Anne William Hutchinson brevemente se convirtió en juez jefe de Portsmouth, pero murió después de junio de 1641.
Tras la muerte de su esposo, Anne Hutchinson se sintió obligada a mudarse totalmente fuera del alcance de las colonias de Nueva Inglaterra, y se mudó a la jurisdicción de los holandeses. Se fue a Nuevos Países Bajos junto con siete de sus niños, un yerno, y varios sirvientes--16 personas totales. Se asentaron cerca de un hito antiguo llamado Split Rock (Roca Partida) cerca de lo que sería el Río Hutchinson en Bronx del norte, New York City.
El momento era desafortunado para el asentamiento de los Hutchinson. La animosidad entre los holandeses y los indios Siwanoy se había incrementado. Hutchinson tenía una relación favorable con los Narragansetts en Rhode Island, por eso posiblemente erróneamente se sentía segura entre los Siwanoys. Sin embargo, estos indios pasaron alborotando por los Nuevos Países Bajos en lo que sería conocido como la Guerra de Kieft, y un grupo de guerreros entró el asentamiento sobre la bahía Pelham a fines de agosto de 1543 y masacró cada miembro del hogar Hutchinson, sino a la hija de Hutchinson Susanna.
Susanna volvió a Boston, se casó, y tenía varios hijos. Tres presidentes estadounidenses descienden de ella.

### Wheelwright, Cotton, y Vane
Wheelwright cruzó el helado río Merrimack con un grupo de seguidores después de que lo desterraron de la colonia de Massachusetts, y fundó el pueblo de Exeter, Nuevo Hampshire. Después de unos años, lo obligaron a irse, desde que Massachusetts estaba expandiendo sus reclamos territoriales. Fue a Wells, Maine por muchos años, y entonces aceptó un posición como pastor en Hampton, en la Colonia de la bahía de Massachusetts.  En 1644, la cuenta de Winthrop sobre los eventos de 1636 a 1638 fue publicado en Londres bajo el título Una cuenta corta del ascenso, reinado, y ruina de los antinomianos, familistas y libertinos, la que se llama con frecuencia la Cuenta Corta. En respuesta, apoyadores de Wheelwright escribieron Mercurious Amricanus, la que fue publicada en Londres el año siguiente, opinando sobre sus eventos.
Desde Hampton, Wheelwright volvió a Inglaterra con su familia en 1655, quedándose más de seis años, a veces como invitado de Henry Vane. En 1662, volvió a Nueva Inglaterra y se convirtió en pastor de la iglesia de Salisbury, Massachusetts. Su destierro había sido revocado en 1644, y recibió una vindicación en 1654. Se murió en Salisbury en 1679.
Cotton permaneció el ministro de la iglesia en Boston hasta su muerte en 1652. Escribió dos obras importantes después de la controversia antinomiana: Las llaves del Reino del Cielo (1644) y El Camino de Iglesias Congregacionales Despejado (1648). Esta última obra fue en respuesta a Una disuasiva contra los Errores de la Época, publicada en 1645 por Robert Baillie. Baillie fue un ministro presbiteriano crítico con el congregacionalismo, específicamente criticando a Cotton en sus escrituras. Cotton también libró una «guerra de panfletos» con Roger Williams. Williams publicó El principio sangriento de persecución por causa de conciencia en 1644, y Cotton contestó con El principio sangriento lavado y hecho blanco en la sangre del Cordero, al que Williams respondió con otro panfleto.
Vane partió de la colonia de Massachusetts en octubre de 1637 y se convirtió en tesorero de la Marina Real en Inglaterra dentro de dos años. Durante la primera guerra civil inglesa, tomó un papel de liderazgo en el Parlamento, y trabajó íntimamente con Oliver Cromwell. Vane se oponía al juicio de Carlos I, pero fue designado al Consejo de Estado Inglés tras la ejecución del rey en 1649, la nueva autoridad ejecutiva del Reino de Inglaterra. Una disputa entre el Parlamento y el Ejército terminó su relación cordial con Cromwell, cuyo papel como Lord Protector inició en 1653. Vane fue invitado a sentarse en el consejo de Cromwell, pero se negó, efectivamente jubilándose mientras que escribió varias obras. Tras la restauración de la monarquía en 1660, fue impreso por su papel durante el interregno, y fue ejecutado en 1662 en Tower Hill.

## Repercusiones históricas
El historiador David Hall considera los eventos de 1636 a 1638 importantes para comprender la religión, sociedad, y género a principios de la historia estadounidense. El historiador Charles Adams escribe: «no es exageración ahora decir que en la cuenta temprana de Nueva Inglaterra tras el asentamiento de Boston, no hay episodio más característico, más interesante, o más amplio de consecuencias, que la llamada controversia antinomiana». Pasó en un tiempo cuando la nueva sociedad todavía estaba formándose, y tuvo un efecto decisivo sobre el futuro de Nueva Inglaterra.
La controversia tenía repercusiones internacionales, porque los puritanos en Inglaterra observaba estrechamente  los eventos. Según Hall, los ingleses buscaban maneras de combatir los antinomianos que surgieron tras la Revolución puritana que empezaba en 1640. La opinión de Hall es que los congregacionalistas ingleses usaron la controversia para demostrar que el congregacionalismo era el mejor camino para la religión, mientras que los presbiterianos usaron la controversia para demostrar lo contrario. El escritor presbiteriano Robert Baillie, un ministro de la Iglesia de Escocia, usó la controversia para criticar el congregacionalismo colonial, particularmente criticando a John Cotton.  El efecto duradero de la controversia antinomiana fue que impulsó Massachusetts hacia una política de estricta conformidad religiosa.  En 1894, Adams escribió: «su importancia histórica no estaba en duda hasta 1819, cuando el movimiento unitariano bajo Channing cambió la teología calvinista en un modo similar a como las teorías de Darwin afectaron la cuenta mosaica del origen del hombre».